# Música cristã contemporânea
Música cristã contemporânea (do inglês Contemporary Christian music ou CCM) é um gênero musical  caracterizado pelo uso de ritmos pop e rock com letras de temática cristã, no tempo contemporâneo, atual. Pode ser considerado um segmento da indústria musical, uma vez que utiliza métodos seculares de gravação, produção, distribuição e divulgação, embora cantores, produtores e distribuidores não vejam tais atividades como uma forma de entretenimento, mas como um ministério religioso. Utiliza-se linguagem popular em comparação a linguagem refinada comum a hinos cristãos mais antigos. No Brasil, porém, o termo "música cristã contemporânea" é, erroneamente, tido como sinônimo da música gospel, produzida pelos cristãos protestantes. Outras religiões cristãs, como a católica, por exemplo, acabam comumente abstendo-se de utilizar este termo específico para suas produções, mesmo incluída em sua abrangência, preferindo apenas o termo Música Cristã, devido a apropriação dos protestantes para redenominação para música gospel protestante.

## Origem

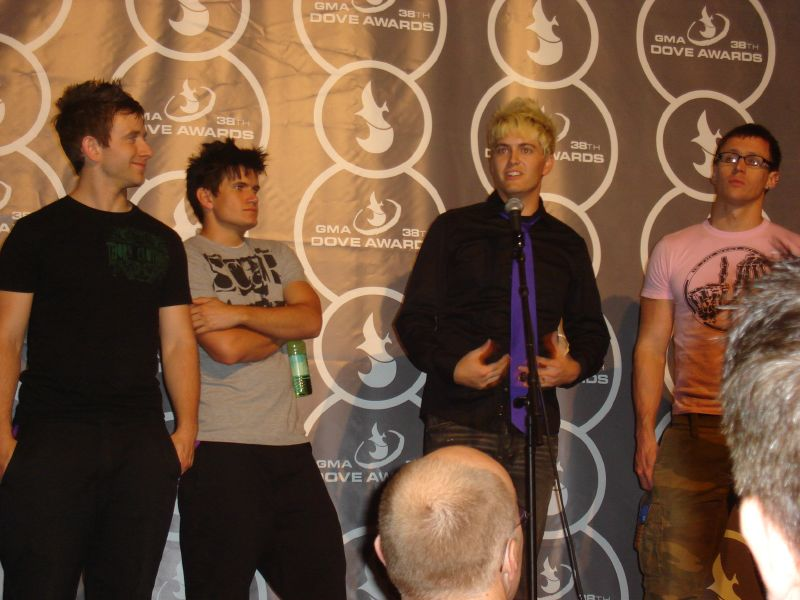
O grupo Stellar Kart, em coletiva de imprensa, após o GMA Dove Award em Nashville (Tennessee), Estados Unidos, em 2007

Suas origens estão diretamente ligadas ao Jesus Movement, um movimento cristão originado na Costa Oeste dos Estados Unidos no final dos anos 60 em resposta ao movimento hippie, tendo como objetivo espalhar o Evangelho à juventude de sua época, através de elementos conhecidos do público-alvo. Assim, cantores e compositores como Larry Norman, Barry McGuire, Phil Keaggy, Andrae Crouch e muitos outros foram os pioneiros do Jesus Music, o precursor da música cristã contemporânea.
Artistas evangélicos fizeram contribuições significativas para a música cristã contemporânea na década de 1960, desenvolvendo vários estilos musicais cristãos, do rock cristão ao hip hop cristão passando pelo punk cristão ou o metal cristão. Os Dove Awards, uma cerimônia anual que premia a música cristã, foi criado em Memphis (Tennessee) em outubro de 1969 pela Gospel Music Association.
Durante grande parte da década de 1970, esta nova forma de música religiosa foi desprezada da mídia secular, bem como pela própria igreja, onde os defensores da formas tradicionais de louvor e adoração cristã faziam forte oposição, sendo considerada uma forma inferior de louvor, e até mesmo intitulada música do diabo.
Hinários inteiros foram traduzidos e editados, como o "Salmos e Hinos", "Harpa Cristã" e "Cantor Cristão". A partir do final da década de 1960, grupos nacionais como Vencedores por Cristo, Grupo Rebanhão, Grupo Logos, Grupo Elo e Grupo Life (de Asaph Borba) entre outros, começaram treinamentos de formação de músicos e viagens para divulgação, começando então a influenciar o estilo de músicas de todas as igrejas protestantes do Brasil.
Este estilo musical se populariza comercialmente no final da década de 1980, quando entram em evidência cantores e grupos como Voz da Verdade, Shirley Carvalhaes, Koinonya, Adhemar de Campos, Vencedores por Cristo, entre outros. Desde então esse mercado só vem crescendo. Hoje o Brasil conta com mais de 100 gravadoras voltadas para este estilo. Dentre elas, destacam-se as gravadoras  Novo Tempo, Line Records, MK Music e Sony Music Brasil que juntas, são responsáveis por uma grande cota no comércio fonográfico gospel do Brasil.
Várias gravadoras evangélicas têm apoiado o movimento. No rock cristão, existe a Sparrow Records fundada em 1976 nos Estados Unidos por Billy Ray Hearn, formado em música cristã pela Universidade de Baylor.
Em hip hop cristão, TobyMac, Todd Collins e Joey Elwood fundaram o primeiro selo especializado Gotee Records em 1994. A fundação do selo Reach Records em 2004 por Lecrae e Ben Washer também tiveram um impacto significativo no desenvolvimento do hip-hop cristão.

### No mercado comercial
No Brasil, o termo gospel passou a remeter genericamente a toda expressão musical da fé evangélica — não só especificamente ao tradicional gênero estadunidense do mesmo nome —, saindo fora do gênero tradicional conhecido como música gospel.
O termo gospel ressurgiu no Brasil no mercado comercial nos anos 1990 pela gravadora Gospel Records. Estevam Hernandes Filho é o patenteador desta marca em território nacional com todos os direitos sobre a marca da gravadora Gospel — mas não implicando que seja dono do estilo tradicional estadunidense de mesmo nome.
Em se tratando de música gospel, desde as décadas de 1980 e 1990 tiveram grande importância nos Estados Unidos corais e solistas, com destaque para Kirk Franklin e Fred Hammond. No Brasil os corais começaram a surgir nessa época, como o Raiz Coral, além de cantores solo e bandas como Ton Carfi, Cassiane, Aline Barros, Daniel Ribeiro, Fernanda Brum, Jamily, Leonardo Gonçalves e muitos outros.

#### Anos 1970
Na década de 1970, a música cristã contemporânea brasileira entra na fase de formação e qualificação de seu staff (músicos, maestros, missionários, bandas). Surgem os cursos de capacitação ministerial que revelam as primeiras gerações de cantores e bandas evangélicas, destacando-se nomes como Vencedores por Cristo, Grupo Elo, Grupo Logos, Rebanhão, dentre outros.
Essa década é um período de afirmação da "música popular cristã" em todo ocidente, vide a simultaneidade de eventos que ocorriam no Brasil com a perspectiva da "Música Cristã Contemporânea" e do movimento Jesus Movement, nos EUA. A efervescência dos movimentos de Contracultura, Tropicalismo no Brasil, Movimento Hippie nos EUA, promovem a explosão de ritmos populares. E dentro deste contexto, estava a música evangélica brasileira e a Música cristã contemporânea (CCM) americana.
No fim da década, outros missionários entram em cena e revelam novos nomes: como Asaph Borba, que gravou seu primeiro disco tendo apoio de Donald Stoll. Surgem também as primeiras bandas brasileiras de rock cristão.

#### Anos 1980
Na década de 1980, já com um staff de músicos treinados e capacitados, os produtores de música evangélica começam a organizar os meios de produção principalmente com a criação de estúdios de gravação exclusivamente protestantes. Começa a profissionalização do staff de sonoplastia cristã: surgem os primeiros engenheiros de som e produtores musicais voltados para a música cristã contemporânea.
Novos cantores e bandas surgem em todo o país. A cada ano os protestantes galgam mais um passo ao conquistar suporte financeiro e assumir o controle da cadeia de produção, instituindo um mercado fonográfico segmentado baseado na música evangélica. As mudanças na Igreja Evangélica relativas à adoração, comportamento e consumo dão suporte à importação da música cristã contemporânea (CCM) dos EUA. Com essa onda, o termo gospel é trazido para o Brasil, sendo até patenteado. É quando surge a primeira gravadora com um casting exclusivo de rock cristão.
Cantoras e missionárias ligadas ao pentecostalismo multiplicam-se. Nesta década, é perceptível a ascensão das mulheres no meio protestante, sejam como cantoras ou pastoras.

#### Anos 1990
Na década de 1990, há o surgimento do Neopentecostalismo com os discos evangélicos produzidos por Comunidades Evangélicas (CEs), que se tornou a grande moda da época. Surgem os primeiros sucessos internacionais na música evangélica brasileira, as primeiras inserções na mídia não-religiosas e os grandes ajuntamentos em eventos exclusivos de adoração.
O rock cristão começa a se proliferar com bandas como Oficina G3, Resgate, Catedral e Fruto Sagrado.
O Pentecostalismo e o Neopentecostalismo mostraram sua cara a públicos nunca antes imaginados por meio da gravação de discos ao vivo e o registro de ministrações com o dom de línguas. As turnês internacionais de cantores e bandas se tornam frequentes: tanto os brasileiros vão ao exterior; como os estrangeiros vem em visita ao país. A música cristã contemporânea nacional passa a ter tiragens em outras línguas (inglês e espanhol) para atender a demanda do mercado latino. Surgem as primeiras bandas de metal cristão, além dos clãs familiares de cantores.
A música evangélica caminha a passos largos no seu processo de industrialização: com a criação de premiações para "os melhores" talentos do gênero musical, a organização oficial do staff de músicos cristãos, as concessões de rádio e TVs para grandes grupos evangélicos e a edição da Lei 9612/98 (a Lei das Rádios Comunitárias, que multiplicou o número de rádios evangélicas em todo o país).

#### Anos 2000
Na década de 2000, o referencial da Contemporary Christian Worship (CCW) se instala no Brasil com a "Adoração Profética". Multiplicam-se os cantores que saem em carreira solo, como Aline Barros, Bruna Karla, Fernanda Brum, entre outros. Muitas igrejas protestantes rompem com os padrões do passado e aceitam a chamada "dança profética" como forma de adoração nas congregações. Um dos pioneiros da dança Profética no louvor foi o grupo mineiro Diante do Trono, que já vinha experimentando desde o final da década de 1990. Essa prática também foi um dos grandes impulsionadores da música cristã para o Brasil, levantou-se a visão: Brasil Diante do Trono, onde foram visitados 3 estados e gravados 3 álbuns um em cada região, além dos grandes sucessos e shows com milhares de pessoas.
Surgem inúmeros cursos de formação de ministros de louvor. Com os meios de produção organizados, os evangélicos passam a investir em iniciativas que tragam visibilidade a este gênero musical: com a criação da ExpoCristã, além de grandes ajuntamentos. A música cristã contemporânea passa a ser conhecida não só pelo seu aspecto religioso e artístico, mas também pelo poder econômico, tendo em vista o encolhimento do mercado fonográfico secular e o crescimento vertiginoso do segmento musical evangélico.
A tecnologia também dá o tom do crescimento do estilo, além do comportamento interativo do público. Surgem as ligas de blogueiros evangélicos, comunidades virtuais e sites especializados em conteúdo evangélico. Disseminam-se as práticas de podcasting e web rádio e fenômenos ligados à interatividade na rede mundial de computadores: edição de clipes não-oficiais, veiculação de material evangélico em correntes de e-mail, edição de discos não-oficiais de playback, dentre outros.
Outras características que se destacam nesse tempo é o rap cristão (destacando-se Apocalipse 16 e Ao Cubo), a divisão dos grupos e bandas, como a saída de integrantes do Toque no Altar e a formação do Trazendo a Arca, a saída de PG do grupo Oficina G3, entre outros.
De acordo com um estudo de 2009 da Faith Communities Today, 64 por cento das igrejas que mudaram para a música cristã contemporânea nos últimos cinco anos tiveram um aumento na frequência aos cultos de 2 por cento ou mais.

#### Anos 2010
Durante a década dos anos 2010, a música cristã contemporânea recebeu investimentos de gravadoras não religiosas, como a Sony Music Brasil (que contratou o grupo Resgate, Damares, Renascer Praise, entre outros), e a Som Livre (que contratou Ludmila Ferber, Davi Sacer, Antônio Cirilo, Diante do Trono, entre outros), o que fez com que produtos de tais cantores estivessem em prateleiras de venda que nunca estiveram antes. Essa tendência do mercado em fechar contratos de distribuição com gravadoras de música evangélica se tornou uma tônica do mercado, a julgar pelas vendas e pelo grande poder econômico deste gênero musical. Também se tornou destaque a notícia de o cantor Latino gravaria um CD gospel, agravando ainda mais a crítica à música cristã contemporânea.
Outra surpresa no ano de 2011 foi o surgimento do Troféu Promessas, criado com o apoio da Rede Globo para premiar os talentos da música gospel, a partir do fim do Troféu Talento, criado pela Rede Record. Além disso, a globo criou o Festival Promessas, evento que reuniu os cantores evangélicos conhecidos (Diante do Trono (Ana Paula Valadão), Fernandinho, André Valadão, Fernanda Brum, Davi Sacer, Ludmila Ferber, Thalles Roberto, Cassiane, Oficina G3, Regis Danese, Eyshila, Pregador Luo, Eyshila, Damares e Bruna Karla).

### Perspectivas
Recentemente, a Associação Brasileira de Produtores de Disco (ABPD), formada pelas maiores gravadoras e distribuidoras do mercado fonográfico brasileiro, chegou a afirmar que a música gospel (no tocante às três esferas de música religiosa: Música Cristã Contemporânea (CCM), Música Católica Popular e Música evangélica) é o segundo gênero mais vendido no Brasil, perdendo apenas para o pop Rock. O mercado fonográfico de música gospel tem se afirmado pela estética, mas também pelo poder econômico. A mesma ABPD, em entrevista à revista Isto É Dinheiro, chegou a dizer que "as gravadoras evangélicas não reportam o número de discos vendidos, mas que, na preferência do consumidor, eles (os cantores gospel) aparecem como os primeiros para 10% dos compradores". Essa opção do consumidor também é percebida no ramo de eventos, o que é o caso do grupo Chevrolet Hall que passou a investir em eventos cristãos (Shows, Conferências e Congressos de Adoração). A revista Veja chegou a classificar o segmento de música gospel como "um mercado que não conhece crise" por ser pouco afetado pela Pirataria moderna e pelo compartilhamento de mp3 na internet.
Na verdade, a música cristã contemporânea é o único segmento que cresce em todo o mercado fonográfico. O que era antes um mercado fonográfico de marca menor, fechado em si, com produções de baixa qualidade, passou a ser um mercado pungente com um poder econômico que movimenta de R$ 1,5 bilhão até R$ 3 bilhões anualmente. A gravadora Line Records, por exemplo, cresceu 156% em faturamento só em 2008, segundo estudo feito pela Associação dos Dirigentes de Vendas e Marketing do Brasil (ADVB). Segundo estimativas o mercado evangélico cresceu 30% no ano de 2009. Ultimamente, a indústria fonográfica secular tem encolhido 20% ao ano, ao passo que o gospel cresce 30% ao ano.
O problema na quantificação, em números, do crescimento e do tamanho real do mercado da música gospel (incluindo todo o manancial da música religiosa Cristã: Evangélica, Católica, CCM), está no fato das vendas não serem computadas por organizações como a Associação Brasileira de Produtores de Disco (ABPD). Só para se ter uma ideia, apenas três gravadoras cristãs (as Evangélicas MK Music e Line Records; e a Católica Paulinas) são filiadas a essa associação. Desta forma, todas as outras gravadoras não filiadas arbitram se divulgam ou não o seu número de vendas. Vale lembrar que as Certificações por vendas de gravação musical de "Disco de Ouro", "Disco de Platina" e similares é feita exatamente pela ABPD. Muitos artistas podem ter vendas equivalentes a "Disco de Diamante", sem sequer o público e a indústria saberem disso. Na verdade, trata-se de um dado restrito à própria gravadora que edita, distribui e gerencia o artista e seus produtos. E não sendo filiada, ela não tem a obrigação de informar.
Um grande obstáculo ao crescimento do mercado fonográfico relativo à música gospel é a distribuição. Apesar da gama de lançamentos do gênero, nem todos os produtos são acessíveis ao consumidor nas prateleiras de lojas, o que restringe às vendas aos grandes eventos, feiras expositoras, apresentações em igrejas, lojas especializadas em música gospel e vendas pela internet (Comércio eletrônico). Poucos artistas e ministérios conseguem ter seus produtos ofertados em grandes redes de Supermercados e Shopping centers.

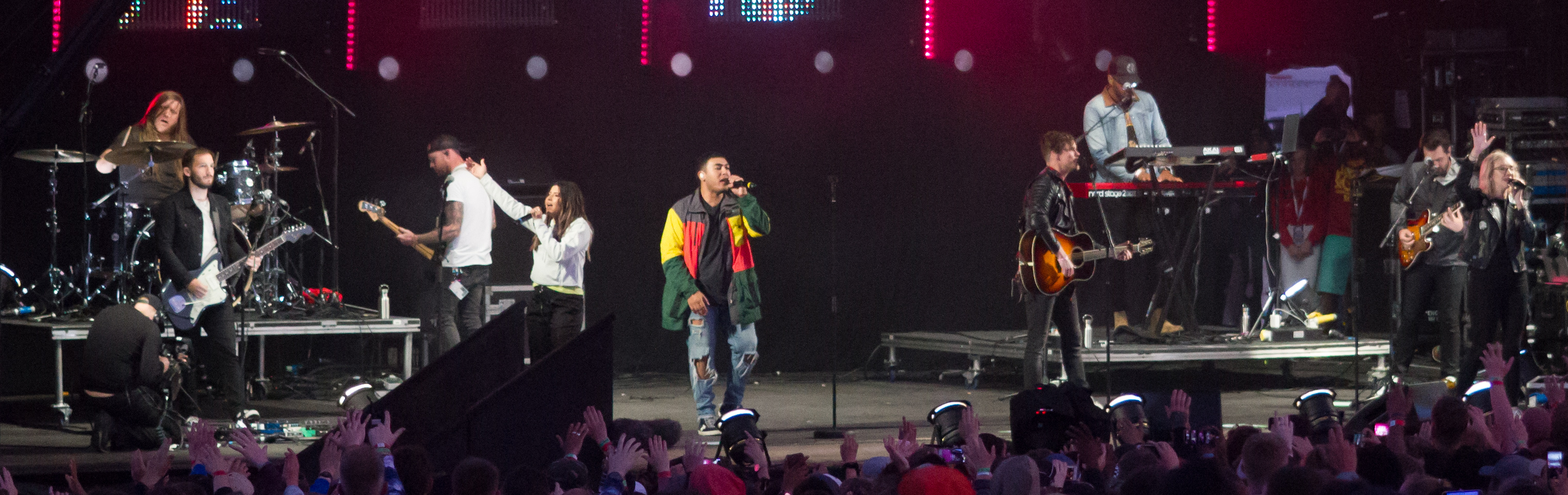
O grupo Elevation Worship, em 2019

De acordo com um estudo da Worship Leader Research publicado em 2023, entre as 25 licenças de músicas mais populares usadas pelas igrejas entre 2010 e 2020, quase 100% vieram de 3 grupos musicais de megaigrejas; Hillsong Worship (Hillsong Church), Bethel Music (Bethel Church) e Elevation Worship (Elevation Church). 

### Temas Polêmicos

#### Fã-clube
Um fenômeno também ligado ao mercado fonográfico da música gospel é o fã-clube. Apesar de ser um tema controverso para cristãos, que envolve Idolatria e Fanatismo (vide o radical da palavra "Fanático" nas designações "Fã" e "Fan"), não limita a criação do que o público tem chamado de "Clube de Admiradores" e "Rede de Amigos". As palavras "Admiradores" ("Admiradores da Artista X") e "Amigos" ("Amigos do Ministério Y") têm sido muito utilizadas nessas agremiações temáticas em relação a artistas e ministérios. Muitas vezes, a ligação entre esses grupos e o artista vai além da perspectiva antiga do fã-clube, que era uma relação apenas de consumo e tietagem, trazendo uma carga maior de Interatividade ao apontar para uma atividade ministerial: envolvendo Intercessão, Evangelização e Trabalho social em conjunto com ministérios e igrejas. Diversos cantores repudiam grupos baseados na perspectiva estrita e antiga do fã-clube. E muitos estabelecem parcerias com seu público, igrejas e congregações na perspectiva do Jovens Com Uma Missão (Jocum).

#### Direitos Autorais em atividades Confessionais
O crescimento do mercado fonográfico da música evangélica, além da inserção de diversos músicos e realizadores neste âmbito, culminou na criação da 1º Delegacia Musical Cristã pela Ordem dos Músicos do Brasil (OMB), em 2009. Este fato tem a ver com o processo de profissionalização dos Músicos Cristãos. A OMB fiscaliza as atividades de músico profissional em todo o país. E há algum tempo, pleiteava a adesão e registro na OMB de Músicos Cristãos (Adoradores, Levitas e Ministros de Louvor), mesmo que de pequenas congregações e igrejas. A Delegacia não tem o intuito de punir, mas de conscientizar os músicos atuantes no cenário da música cristã, no sentido de formalizarem suas atividades ministeriais como sendo profissionais (com o registro na Ordem dos Músicos do Brasil). A Delegacia só tem atuação, por enquanto, em São Paulo (pois é um departamento da OMB-SP). A criação desta delegacia especializada significa um marco no âmbito do mercado fonográfico da música cr, no tocante à separação feita entre o que é amador e profissional. Além de um efeito do crescimento econômico deste gênero musical. A cobrança da OMB-SP pelo registro dos músicos cristãos tem como base o recolhimento de direitos autorais do autor, trabalho feito pela Associação Cristã Musical de Direitos Autorais. Mas trata-se de um tema controverso e complicado, pois mistura o sentido da música evangélica na sua expressão ministerial com a música comercial, além de colocar em xeque a cultura de execução de canções famosas nas congregações e igrejas (seja na interpretação em playback ou ao vivo), pois os direitos autorais do autor, relativos à execução, também incidiriam sobre esta prática. O tema segue em discussão, pois está havendo a separação entre o que é amador e profissional; mas falta distinguir o que é ministerial e comercial dentro da perspectiva da música evangélica. A delimitação das atividades confessionais ministeriais incluiria a igreja na isenção tributária relativa ao Estado, mas não necessariamente relativa ao Privado (Direitos Autorais). A crítica à OMB-SP é a de que se trata de uma manobra oportunista que propõe "proteger" os músicos, mas que na verdade pretende aumentar o número de membros da Ordem, além de sua arrecadação. Conflitos como este deixam bem claro a quantidade de interesses econômicos periféricos, até de outras esferas da Sociedade (entidades de classe), em torno da música evangélica.